# Atacurile teroriste de la Moscova din 2010
Atacurile teroriste de la Moscova din 2010 au fost atacuri sinucigașe („kamikaze”) declanșate la 40 minute distanță unul față de altul, de două teroriste originare din Cecenia (una minoră, în vârstă de 17 ani), la 29 martie 2010, în jurul orei 8, oră matinală de vârf, la două stații centrale ale Metroului din Moscova: Lubianca și Parc Kulturnâi. Circa 40 de oameni au fost uciși și peste 100 au fost răniți.
Investigațiile au indicat că atacurile au fost organizate de teroriști separatiști islamiști ceceni refugiați în republica autonomă musulmană Daghestan din cadrul Federației Ruse. Comentatori ruși au numit incidentul „cel mai mortal și sofisticat atac terorist din capitala rusă din ultimii 6 ani”,ca o referință la atacurile de la Avtozavodskaia și Rijskaia din 2004. La momentul atacului, aproximativ 500 000 de oameni foloseau metroul din Moscova.
Responsabilitatea pentru ordonarea atacurilor a fost revendicată de teroristul cecen Doku Umarov la 31 martie 2010, într-un clip video publicat pe Internet, în care a promis că atacurile contra Rusiei vor continua.